# Gekraagde skunk
De gekraagde skunk of langstaartskunk (Mephitis macroura) is een roofdier uit de familie Mephitidae. Uiterlijk lijkt deze soort sterk op de verwante gestreepte skunk (Mephitis mephitis).
Het verspreidingsgebied van de gekraagde skunk loopt van de zuidelijke Verenigde Staten (Texas, Arizona, New Mexico) en Mexico in het noorden tot Costa Rica in het zuiden. Prairies en droge bossen vormen het leefgebied van de gekraagde skunk.